# Leinster
Leinster (pronuncia inglese: [ˈlɛnstə(r)]; gaelico irlandese: Laighin, [lainʲ]; Cúige Laighean, [ˈkuːɡʲ lainʲ]) è una delle quattro province d'Irlanda.
È situata nella parte orientale dell'isola d'Irlanda e comprende la capitale del paese, Dublino. È la provincia più popolata di tutta l'isola e comprende le contee di Carlow, Dublino, Kildare, Kilkenny, Laois, Longford, Louth, Meath, Offaly, Westmeath, Wexford e Wicklow.
Leinster ha adottato come simbolo una delle tradizionali bandiere irlandesi: un'arpa dorata su sfondo verde.

## Storia
Il regno gaelico di Leinster, prima del 1171, era considerevolmente più piccolo dell'attuale provincia, e non includeva alcuni territori come Meath, Osraige o le città vichinghe di Wexford e Dublino. La prima parte del nome Leinster deriva da Laigin, il nome di una tribù che un tempo abitava la zona. La seconda parte deriva dall'irlandese o dall'antico norreno, entrambi i quali si traducono in "terra" o "territorio".
Úgaine Mor, che presumibilmente costruì il forte-collina di Dún Ailinne, vicino a Kilcullen nella Contea di Kildare, unì le tribù del Leinster. È un candidato probabile, ma incerto, come primo re storico di Laigin (Leinster) nel VII secolo a.C. Intorno al 175/185 d.C., dopo un periodo di guerre civili in Irlanda, il leggendario re Cathair Mor rifondò il regno di Laigin. Si dice che il leggendario Finn Mac Cool, o Fionn mac Cumhaill, costruì una roccaforte sulla collina di Allen, ai margini della Palude di Allen, in quello che allora era Leinster.
Nel IV e V secolo d.C., dopo che Magno Massimo aveva lasciato la Gran Bretagna nel 383 d.C. con le sue legioni, lasciando un vuoto di potere, i coloni di Laigin si stabilirono nel Galles del Nord, in particolare ad Anglesey, Caernarfonshire e Denbighshire. In Galles alcuni coloni irlandesi lasciarono il loro nome nella penisola di Llŷn (nel Gwynedd), che deriva il suo nome da Laigin. Nel V secolo, l'emergente dinastia Uí Néill del Connacht conquistò le aree di Westmeath, Meath e Offaly dagli Uí Enechglaiss e Uí Failge di Laigin.
Nell'VIII secolo i sovrani di Laigin si erano divisi in due dinastie:
- Dinastia settentrionale di Leinster: Murchad mac Brain, re di Uí Dúnlainge
- Dinastia meridionale di Leinster: Áed mac Colggen, re di Uí Cheinnselaig

Dopo la morte dell'ultimo re di Laigin, con sede a Kildare, Murchad Mac Dunlainge nel 1042, la regalità di Leinster tornò alla dinastia degli Uí Cheinnselaig, situata nel sud-est nell'attuale Contea di Wexford. Questa dinastia meridionale fornì tutti i successivi re di Leinster.
Il Leinster fu la sede del The Pale, il territorio controllato direttamente dagli anglo-normanni, all'epoca dell'invasione normanna dell'Irlanda.
L'espansione della provincia comprese il territorio dell'antico Regno di Mide, che comprendeva gran parte delle contee odierne Meath, Westmeath e Longford, con cinque baronie della Contea di Offaly. Le signorie locali furono incorporate durante la conquista irlandese dei Tudor.
Altri cambiamenti di confine inclusero la Contea di Louth, rimossa ufficialmente dall'Ulster nel 1596, le baronie di Ballybritt e Clonlisk, che entrarono a far parte di Leinster nel 1606, e le "Terre di Ballymascanlon" intorno al 1630. I confini provinciali furono ridisegnati da Cromwell per ragioni amministrative e militari, e le parrocchie Offaly di Annally e Lusmagh, precedentemente parte del Connacht, furono trasferite nel 1660.
Gli ultimi importanti cambiamenti di confine all'interno di Leinster avvennero con la formazione della Contea di Wicklow (1603–1606),.

## Cultura

### Lingua
Come in tutta l'isola, l'inglese è la lingua più parlata, ma esiste una minoranza di lingua irlandese attiva nella provincia. Secondo il censimento dell'Irlanda del 2011, c'erano 18.947 parlanti la lingua irlandese nel Leinster, inclusi 1.299 madrelingua nella piccola area Gaeltacht di Ráth Chairn e di Baile Ghib. Nel 2011, c'erano 19.348 studenti che frequentavano i 66 scuole elementari di lingua irlandese, e 15 scuole secondarie di lingua irlandese nella provincia, principalmente nell'area di Dublino.

### Sport
Numerose organizzazioni sportive e culturali si organizzano a livello provinciale, tra cui Leinster Rugby, Leinster Cricket Union (cricket), Leinster Hockey Association (hockey su prato) e Leinster GAA (sport gaelici).